# Velika nagrada Saint Petersburga
Firestone Grand Prix of St. Petersburg je utrka u IndyCar prvenstvu, koja se održava u gradu Saint Petersburgu na Floridi.

## Pobjednici po godinama

### IndyCar
| Sezona | Vozač              | Momčad                     | Šasija  | Motor     |
| ------ | ------------------ | -------------------------- | ------- | --------- |
| 2017.  | Sébastien Bourdais | Dale Coyne Racing          | Dallara | Honda     |
| 2016.  | Juan Pablo Montoya | Team Penske                | Dallara | Chevrolet |
| 2015.  | Juan Pablo Montoya | Team Penske                | Dallara | Chevrolet |
| 2014.  | Will Power         | Team Penske                | Dallara | Chevrolet |
| 2013.  | James Hinchcliffe  | Andretti Autosport         | Dallara | Chevrolet |
| 2012.  | Hélio Castroneves  | Team Penske                | Dallara | Chevrolet |
| 2011.  | Dario Franchitti   | Target Chip Ganassi Racing | Dallara | Honda     |
| 2010.  | Will Power         | Team Penske                | Dallara | Honda     |
| 2009.  | Ryan Briscoe       | Team Penske                | Dallara | Honda     |
| 2008.  | Graham Rahal       | Newman/Haas Racing         | Dallara | Honda     |

### IRL
| Sezona | Vozač             | Momčad                | Šasija  | Motor |
| ------ | ----------------- | --------------------- | ------- | ----- |
| 2007.  | Hélio Castroneves | Team Penske           | Dallara | Honda |
| 2006.  | Hélio Castroneves | Team Penske           | Dallara | Honda |
| 2005.  | Dan Wheldon       | Andretti Green Racing | Dallara | Honda |

### CART
| Sezona | Vozač      | Momčad          | Šasija | Motor         |
| ------ | ---------- | --------------- | ------ | ------------- |
| 2003.  | Paul Tracy | Forsythe Racing | Lola   | Ford-Cosworth |